# Monceau-Saint-Waast
 Monceau-Saint-Waast  es una población y comuna francesa, en la región de Norte-Paso de Calais, departamento de Norte, en el distrito de Avesnes-sur-Helpe y cantón de Berlaimont.

## Demografía
| 595 | 567 | 664 | 540 | 576 | 500 |
| Para los censos de 1962 a 1999 la población legal corresponde a la población sin duplicidades (Fuente: INSEE [Consultar]) |     |     |     |     |     |